# دانشگاه فناوری ریزال
دانشگاه فناوری ریزال (RTU) یک دانشگاه دولتی واقع در ماندالویونگ، فیلیپین است. این دانشگاه در ۱۱ ژوئیه ۱۹۶۹ به عنوان کالج ریزال، بخشی از سیستم دانشگاه ریزال، قبل از اینکه در سال ۱۹۷۵ خودمختار شود، تأسیس شد. این دانشگاه همچنین اولین مؤسسه آموزشی فیلیپین است که از آموزش مشارکتی به عنوان برنامه درسی استفاده می‌کند که توسط صنایع، مشاغل و آژانس‌های مختلف در سراسر کشور به رسمیت شناخته شده‌است. این دانشگاه دارای رشته‌های مختلف دانشگاهی است و در درجه اول بر برنامه‌های معماری، مهندسی و فناوری تمرکز دارد. دانشگاه فناوری ریزال همچنین یکی از اولین موسسات آموزشی در فیلیپین است که مدرک نجوم را ارائه می‌دهد.